# سیارک ۷۷۱۳۸
سیارک ۷۷۱۳۸ (به انگلیسی: 77138 Puiching، نامگذاری:2001EN) هفتاد و هفت هزار و صد و سی و هشتمین سیارک کشف شده‌است که در ۲ مارس ۲۰۰۱ کشف شد.